# حسین خالدی
حسین خالدی‌تبار (زاده ‎۱۷ فروردین ۱۳۷۹) بازیکن واترپلو اهل ایران است. از افتخارات وی می‌توان به کسب مدال برنز در بازی‌های آسیایی ۲۰۱۸ اشاره کرد.